# 法爾巴赫河 (居爾伯河支流)
46°45′31″N 7°31′01″E / 46.75874°N 7.51708°E
法爾巴赫河是瑞士的河流，位於該國中西部，流經伯恩州，屬於居爾伯河的右支流，河道全長8.9公里，流域面積26.1平方公里，河畔城鎮有布盧門施泰因、波勒恩和福斯特-倫根比爾。